# Encarsia taciti
Encarsia taciti är en stekelart som först beskrevs av Girault 1930.  Encarsia taciti ingår i släktet Encarsia och familjen växtlussteklar. Inga underarter finns listade i Catalogue of Life.